# Hans Thiel
Hans Thiel (* 27. Oktober 1919 in Hamburg; † 10. Oktober 2017 in Frankfurt am Main) war ein deutscher Pädagoge, Schulleiter, Germanist, Autor und Mäzen.

## Leben
Hans Thiel lernte seine spätere Ehefrau Anneliese (geborene Jüngst, 1920–2008) bereits während seiner Schulzeit kennen. Er traf sie als Obersekundaner in der Jahrgangsstufe 11 auf dem Neroberg in Wiesbaden. Beide schlossen ihr Abitur erfolgreich ab.
Hans Thiel hatte danach zunächst seinen Dienst beim Reichsarbeitsdienst abzuleisten. Anschließend wurde er zur Wehrmacht eingezogen. Als am 1. September 1939 mit dem Überfall auf Polen der Zweite Weltkrieg begann, wurde er gleich an seinem ersten Einsatztag so schwer verwundet, dass er vom aktiven Dienst in der Wehrmacht freigestellt wurde. Der behandelnde Arzt teilte ihm mit, Thiel müsse davon ausgehen, durch die Folgen der Verwundung nur etwa vierzig Jahre alt zu werden. Durch die Freistellung vom Dienst in der Wehrmacht konnte er gemeinsam mit seiner Freundin Anneliese an der Albert-Ludwigs-Universität in Freiburg im Breisgau u. a. Germanistik studieren. Beide heirateten noch während ihres Studiums im Jahr 1943.
Thiel promovierte in Freiburg und hatte nach dem Krieg eine Stelle als wissenschaftlicher Assistent am Deutschen Institut der Johannes Gutenberg-Universität Mainz. 1950 nahm er in Frankfurt am Main, wie seine Ehefrau, die an der dortigen Helmholtzschule tätig war, eine Stelle als Gymnasiallehrer an. Von 1944 bis 1956 galt er von Amts wegen als tot, weil die Erkennungsmarke eines Gefallenen falsch entziffert wurde. Als ihm dies 1956 bekannt wurde, beantragte Thiel die Löschung seiner Sterbeurkunde.
Während seiner Zeit an Frankfurts Musterschule beschäftigte er sich als Autor und Herausgeber damit, Schulbücher für den Deutschunterricht zu publizieren. Sein acht Ausgaben umfassende Unsere Muttersprache war drei Jahrzehnte lang das prägende Sprachbuch seiner Zeit. Als Fachleiter am Studienseminar für Gymnasien in Offenbach am Main bildete er mehr als 80  Referendare im Fach  Deutsch  aus. Von 1970 bis 1985 war er Direktor der Frankfurter Helmholtzschule. Während dieser Schaffensphase erschien auf seine Initiative hin ab 1970 die Fachzeitschrift Diskussion Deutsch. Er gehörte der Arbeitsgruppe an, welche die Grundlagen für den Kursstrukturplan Deutsch des Landes Hessen von 1983 entwickelte.
Im Jahr 1980, noch während seiner aktiven Zeit als Direktor der Helmholtzschule, wurde Thiel Ehrenmitglied des 1925 gegründeten Vereins ehemaliger Helmholtzschüler (VEH), an dessen Arbeit er bis 2016 aktiv mitgewirkt hat. So erschien von ihm eine Reihe dokumentarischer Porträts ehemaliger Schüler und Lehrer, auch über die von den Nationalsozialisten verfolgten und getöteten jüdischen Schüler und Lehrer der Schule. Mit vielen Ehemaligen nahm er Kontinente übergreifend Kontakt auf, oft nach aufwendiger Recherche über deren Verbleib. Außerdem veröffentlichte er mit dem Verein eine Dokumentation zur Geschichte der Schule sowie eine weitere über die des Vereins.

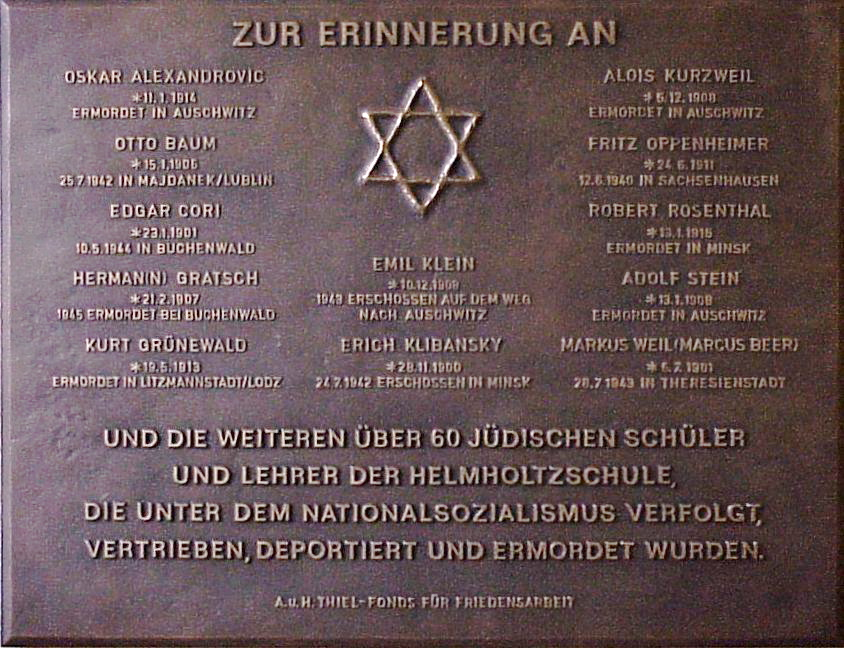
Gedenktafel für die von den Nazis ermordeten jüdischen Schüler und Lehrer der Helmholtzschule

1989 stiftete das Ehepaar den Anneliese und Hans Thiel-Fonds für Friedensarbeit, der für Schüler der Helmholtzschule bereitgestellt wurde, die sich in diesem Sinn engagiert haben. Die Idee dazu geht auf Anneliese Thiel zurück. Nach zehnjähriger Tätigkeit spendete der Fonds sein bis dahin aufgelaufenes Vermögen für eine im November 1999 angebrachte Bronzetafel, die auf die Verfolgung jüdischer Schüler und Lehrer während der Zeit des Dritten Reiches hinweist. Sie wurde im Beisein von Salomon Korn, einem ehemaligen Helmholtzschüler, dem Vorsitzenden der jüdischen Gemeinde Frankfurts und Vizepräsident des Zentralrates der Juden in Deutschland, eingeweiht.
Weitere Aktivitäten Thiels führten ihn u. a. nach Israel und in die USA, um deutsche jüdische Emigranten zu besuchen. Die dort geführten Gespräche führten zu weiteren historischen Dokumentationen, so über die Samson-Raphael-Hirsch-Schule in Frankfurt am Main.
Aus der Ehe von Anneliese und Hans Thiel gingen zwei Kinder hervor, Wolfgang (* 1949) und Ursula (* 1951), die ebenfalls Lehrer geworden sind. Hans Thiel verstarb im Alter von 97 Jahren, kurz vor Vollendung seines 98. Lebensjahres.

## Engagements
- Seit 1980: Ehrenvorsitz des Vereins ehemaliger Helmholtzschüler (VEH), Frankfurt am Main
- Von 1989 bis 1999: Anneliese und Hans Thiel-Fonds für Friedensarbeit, für Schüler der Helmholtzschule, Frankfurt am Main
- Kommission zur Erforschung der Geschichte der Frankfurter Juden
- Evangelische Kirchengemeinde Langenhain
- Heimat- und Geschichtsverein Langenhain im Taunus

## Werke (Auswahl)
- Hans Thiel: Der Wortschatz der Mundart von Ahrensbök. Dissertation, Philosophische Fakultät der Universität Freiburg im Breisgau 1945.
- Hans Thiel, Ernst Zickel (Bearb.): Sprachdenkmäler des Mittelalters. Mittelhochdeutsches Wörterverzeichnis. In: Die Silberfracht. Hirschgraben-Verlag. Frankfurt am Main 1958
- Hans Thiel: Der Lektürekanon der gymnasialen Oberstufe des Landes Hessen: Ergebnisse einer statistischen Erhebung. Klett Verlag. Stuttgart 1965
- Hans Thiel, Willi Hopff (Hrsg. + geschr.): Diktate und Stilproben aus Schrifttum und Gebrauchsprosa der Gegenwart: Für den Schulgebrauch. Diesterweg. Frankfurt am Main, Berlin, München 1967.
- Hans Thiel, Anne Becker (Hrsg. + gesammelt): Der Lacher: Heitere und satirische Kurzgeschichten deutscher Autoren der Gegenwart. Diesterweg. Frankfurt am Main, Berlin, München 1968.
- Hans Thiel, Willi Hopff, Wilhelm Reininghaus: Diktate aus dem deutschen Schrifttum: Eine Sammlung kurzer Texte für Rechtschreib-, Aufsatz- u. Stilübungen. Diesterweg. Frankfurt am Main, Berlin, München 1969.
- Hans Thiel (Red.): Handreichungen zum Bildungsplan für das Fach Deutsch. Hessisches Institut für Lehrerfortbildung. Fuldatal 1969.
- Hans Thiel (Hrsg.): Reflexion über Sprache: herkömmliche und neue Methoden der Sprachbeschreibung; Deutsch, neue u. alte Sprachen. Hessisches Institut für Lehrerfortbildung. Fuldatal 1971.
- Hans Thiel (Hrsg.): Reflexion über Sprache im Deutschunterricht: Beispiele für die Sekundarstufe (Klasse 5–13). Diesterweg. Frankfurt am Main, Berlin, München 1972. ISBN 3-425-01625-3.
- Hans Thiel, Hubert Ivo, Valentin Merkelbach (Hrsg.): Methoden der Literaturanalyse im 20. Jahrhundert – Texte und Materialien zum Literaturunterricht – Ein Arbeitsbuch. Verlag Moritz Diesterweg. Frankfurt am Main 1975. ISBN 3-4250-6209-3.
- Hans Thiel (Hrsg.): Deutschunterricht im Kurssystem : Anregungen für d. Praxis d. neugestalteten gymnasialen Oberstufe. Diesterweg. Frankfurt am Main, Berlin, München 1976. ISBN 3-425-01629-6.
- Hans Thiel (Hrsg.): Alles ging so glatt: eine Sammlung deutscher Kurzgeschichten seit 1950; für obere Klassen und Kurse. Diesterweg. Frankfurt am Main, Berlin, München 1977. ISBN 3-425-06416-9.
- Hans Thiel (Hrsg.) Fritz Pratz: Blaue Segel : Lyrik u. Balladen für d. 5. bis 10. Schuljahr. Diesterweg. Frankfurt am Main, Berlin, München 1979. ISBN 3-425-06010-4.
- Hans Thiel (Hrsg.): Deutschunterricht in Jahrgangsstufe 11: exemplarische Kurse mit ausgewählten Texten. Diesterweg. Frankfurt am Main, Berlin, München 1980. ISBN 3-425-01630-X.
- Hans Thiel (Hrsg. + Bearb.): Kurze Geschichten zum Nacherzählen und für andere sprachliche Übungen. Diesterweg. Frankfurt am Main, Berlin, München 1980. ISBN 3-425-06417-7
- Verein ehemaliger Helmholtzschüler (Hrsg.), Hans Thiel: Ehemalige der Helmholtzschule. Lehrer und Schüler in Kurzportraits. Frankfurt am Main 1988.
Zweite Folge: Frankfurt am Main 1990.
Dritte Folge:. Frankfurt am Main 1995.
Vierte Folge: Frankfurt am Main 2002.
Fünfte Folge: Frankfurt am Main 2008.
- Verein ehemaliger Helmholtzschüler (Hrsg.), Hans Thiel: Die jüdischen Lehrer und Schüler der Frankfurter Helmholtzschule 1912–1936. Frankfurt am Main 1990.
- Hans Thiel: Erich Klibansky – Germanist und Direktor der Jawne (1900-1942). In: Diskussion Deutsch, 23 (1992) 127, S. 493–503, ISSN 0342-1589
- Verein ehemaliger Helmholtzschüler (Hrsg.), Hans Thiel: Geschichte des Vereins ehemaliger Helmholtzschüler. Frankfurt am Main 1993.
- Hans Thiel: „Juden in Langenhain. Ein Beitrag zur Geschichte des hessischen Landjudentums“. Nassauische Annalen. Band 108. 1997
- Verein ehemaliger Helmholtzschüler (Hrsg.), Hans Thiel: Geschichte der Helmholtzschule. Eine Chronik mit 90 Abbildungen. Frankfurt am Main 2000.
- Evangelische Kirchengemeinde Langenhain (Hrsg.), Hans Thiel (Bearb.): Geschichte der Langenhainer Kirche. Evang. Kirchengemeinde Langenhain 2000.
- Kommission zur Erforschung der Geschichte der Frankfurter Juden (Hrsg.), Hans Thiel (Bearb.): Die Samson-Raphael-Hirsch-Schule in Frankfurt am Main: Dokumente – Erinnerungen – Analysen. Waldemar Kramer Verlag. Frankfurt am Main 2001. ISBN 3-7829-0515-6.
- Verein ehemaliger Helmholtzschüler (Hrsg.), Hans Thiel: Beiträge zur Geschichte der Helmholtzschule. Frankfurt am Main 2005.